# أنتوني لويس (ممثل)
أنتوني لويس (بالإنجليزية: Anthony Lewis)‏ هو ممثل بريطاني، ولد في 31 مارس 1983 في المملكة المتحدة.

## أعمال

### أفلام
- (2007) الصبي أ[2]

## وصلات خارجية
- أنتوني لويس على موقع IMDb (الإنجليزية)
- أنتوني لويس على موقع ألو سيني (الفرنسية)
- أنتوني لويس على موقع أول موفي (الإنجليزية)
- أنتوني لويس على موقع قاعدة بيانات الأفلام السويدية (السويدية)
- أنتوني لويس على موقع قاعدة بيانات الفيلم (الإنجليزية)
- أنتوني لويس على موقع كينوبويسك (الروسية)
- أنتوني لويس على موقع كينوبويسك (الروسية)